# Destin (album)
Destin è il secondo album in studio del rapper francese Ninho, pubblicato il 22 marzo 2019 dalla Mal Luné Music.

## Tracce
1. Sans peine – 2:37
2. La vie qu'on mène – 3:13
3. Goutte d'eau – 2:37
4. Paris c'est magique – 3:07
5. Jeune Lossa – 3:37
6. Tokarev – 3:48
7. La vivance (feat. Koba LaD) – 3:01
8. Big Pac – 3:03
9. NI – 2:40
10. Maman ne le sait pas (feat. Niska) – 3:23
11. L'ancien – 3:02
12. Jamais (feat. Dadju) – 3:49
13. Jusqu'à minuit (feat. Jul) – 4:20
14. Putana – 3:04
15. À Kinshasa (feat. Fally Ipupa) – 2:57
16. Zéro paluche (feat. Tito) – 3:00
17. Money (feat. Faouzia) – 3:12
18. Outro – 2:14

## Classifiche
| Classifica (2019) | Posizione massima |
| ----------------- | ----------------- |
| Belgio (Fiandre)  | 10                |
| Belgio (Vallonia) | 1                 |
| Francia           | 1                 |
| Svizzera          | 2                 |